# Peter Fryer (journalist)
Peter Fryer, född 18 februari 1927, död 31 oktober 2006, 
var en brittisk journalist, författare och kommunistisk politiker.
Fryer befann sig i Ungern oktober 1956, då Ungernrevolten ägde rum. Upplevelsen fick honom att överge stalinismen och bli övertygad trotskist. Fryer skrev en bok om händelsen, Ungersk tragedi (utgiven på svenska 1957).